# Clypeodytes larsoni
Clypeodytes larsoni är en skalbaggsart som beskrevs av Lars Hendrich och Wang 2006. Clypeodytes larsoni ingår i släktet Clypeodytes och familjen dykare. Inga underarter finns listade i Catalogue of Life.